# Sommer-Deaflympics 2005/Leichtathletik
Bei den Sommer-Deaflympics 2005 in Melbourne wurden vom 6. bis 12. Januar 2005 im Olympic Park Stadium 41 Wettbewerbe in der Leichtathletik ausgetragen, 20 für Frauen und 21 für Männer. Die Wettbewerbe für Frauen und Männer waren weitestgehend gleich, lediglich im Hürdensprint (Frauen 100 und Männer 110 Meter), bei den Gewichten der Wurfgeräte und im Mehrkampf (Frauen Siebenkampf, Männer Zehnkampf) gab es Unterschiede. Den Wettkampf Stabhochsprung trugen nur die Männer aus.

## Frauen

### 100 m
| Platz | Land | Athletin             | Zeit (s) |
| ----- | ---- | -------------------- | -------- |
| 1     | CZE  | Margareta Hanne      | 12,38    |
| 2     | BLR  | Tatsiana Papkova     | 12,57    |
| 3     | UKR  | Lyudmyla Kuprych     | 12,94    |
| 4     | GER  | Elke Köster          | 13,07    |
| 5     | RUS  | Elena Yakovleva      | 13,09    |
| 6     | USA  | Amber Lynn Nash      | 10,94    |
| 7     | AUS  | Samantha Coates      | 13,21    |
| 7     | NGR  | Tracey Micallef-Reid | 13,21    |

Datum: 7. Januar 2005
Wind: −1,7

### 200 m
| Platz | Land | Athletin               | Zeit (s) |
| ----- | ---- | ---------------------- | -------- |
| 1     | CZE  | Margareta Hanne        | 24,89    |
| 2     | UKR  | Inna Zverynska         | 25,11    |
| 3     | BLR  | Tatsiana Papkova       | 25,53    |
| 4     | UKR  | Natalia Lisova         | 25,91    |
| 5     | USA  | Amber Lynn Nash        | 26,46    |
| 6     | GER  | Elke Köster            | 26,55    |
| 7     | RUS  | Elena Yakovleva        | 26,61    |
| -     | CUB  | Yamilet Gonzáles Ordaz | DNF      |

Datum: 11. Januar 2005
Wind: +1,9

### 400 m
| Platz | Land | Athletin               | Zeit (s) |
| ----- | ---- | ---------------------- | -------- |
| 1     | UKR  | Inna Zverynska         | 56,91    |
| 2     | BLR  | Alena Tsiarentsyeva    | 57,99    |
| 3     | CUB  | Yamilet Gonzáles Ordaz | 58,57    |
| 4     | UKR  | Natalia Lisova         | 59,10    |
| 5     | CHN  | Lifang Gao             | 59,22    |
| 6     | POL  | Edyta Zabreba          | 59,70    |
| 7     | BLR  | Katsiaryna Belaya      | 1:01,15  |
| 8     | CHN  | Keren Qian             | 1:05,55  |

Datum: 8. Januar 2005

### 800 m
| Platz | Land | Athletin                        | Zeit (min) |
| ----- | ---- | ------------------------------- | ---------- |
| 1     | GBR  | Lauren Peffers                  | 2:14,90    |
| 2     | RUS  | Nelli Nikolaevna Erofeeva       | 2:15,42    |
| 3     | GBR  | Candy Hawkins                   | 2:15,88    |
| 4     | POL  | Edyta Zareba                    | 2:19,28    |
| 5     | CHN  | Lifang Gao                      | 2:20,38    |
| 6     | UKR  | Tatiana Yakymchuk               | 2:20,68    |
| 7     | UKR  | Viktoriya Holub                 | 2:20,91    |
| 8     | RUS  | Olga Aleksandrovna Shmigelskaya | 2:22,08    |

Datum: 8. Januar 2005

### 1500 m
| Platz | Land | Athletin                        | Zeit (min) |
| ----- | ---- | ------------------------------- | ---------- |
| 1     | RUS  | Nelli Nikolaevna Erofeeva       | 4:40,43    |
| 2     | GBR  | Lauren Peffers                  | 4:41,16    |
| 3     | GBR  | Candy Hawkins                   | 4:44,02    |
| 4     | RUS  | Viktoriya Holub                 | 4:47,03    |
| 5     | UKR  | Olga Aleksandrovna Shmigelskaya | 4:48,52    |
| 6     | CHN  | Ming Jie Ma                     | 5:37,36    |
| -     | POL  | Edyta Zareba                    | DNF        |

Datum: 8. Januar 2005

### 5000 m
| Platz | Land | Athletin                 | Zeit (min) |
| ----- | ---- | ------------------------ | ---------- |
| 1     | GER  | Nele Alder-Baerens       | 18:04,43   |
| 2     | RUS  | Irina Andreychuk         | 18:10,23   |
| 3     | AUS  | Joanne Elizabeth Lambert | 18:16,52   |
| 4     | BLR  | Ala Pankratovich         | 18:30,93   |
| 5     | UKR  | Viktoriya Holub          | 19:26,27   |
| 6     | KEN  | Jeruta Margaret Tuitoek  | 19:47,79   |
| 7     | POR  | Dina Oliveira            | 21:06,72   |

Finale: 12. Januar 2005

### 10.000 m
| Platz | Land | Athletin                 | Zeit (min) |
| ----- | ---- | ------------------------ | ---------- |
| 1     | RUS  | Irina Anreychuk          | 37:48,99   |
| 2     | UKR  | Mariia Golovko           | 37:50,86   |
| 3     | GER  | Nele Alder-Baerens       | 37:52,21   |
| 4     | AUS  | Elizabeth Joanne Lambert | 38:15,05   |
| 5     | BLR  | Ala Pankratovich         | 38:33,70   |
| 6     | JPN  | Yuko Izumi               | 39:37,53   |
| 7     | POR  | Dina Oliveira            | 44:35,15   |

Datum: 6. Januar 2005

### Marathon
| Platz | Land | Athletin                        | Zeit (h) |
| ----- | ---- | ------------------------------- | -------- |
| 1     | SWE  | Ulrika Lena Charlotte Janemon   | 2:57:53  |
| 2     | JPN  | Yuko Izumi                      | 3:11,08  |
| 3     | RUS  | Olga Aleksandrovna Shmigelskaya | 3:41,12  |
| 4     | BLR  | Ala Pankratovich                | 3:42:36  |
| 5     | USA  | Sandy Sloat                     | 4:14:13  |

Datum: 14. Januar 2005

### 100 m Hürden
| Platz | Land | Athletin        | Zeit (s) |
| ----- | ---- | --------------- | -------- |
| 1     | EST  | Kairit Olenko   | 15,35    |
| 2     | RUS  | Daria Kurashova | 15,90    |
| 3     | UKR  | Yuliya Shapoval | 16,35    |
| 4     | TPE  | Lan-Feng Chen   | 17,19    |
| 5     | POL  | Dominika Bolek  | 17,28    |
| -     | GER  | Sarah Bednarek  | DNF      |
| -     | USA  | Amber Lynn Nash | DNF      |

Datum: 8. Januar 2005
Wind: −2,6

### 400 m Hürden
| Platz | Land | Athletin        | Zeit (s) |
| ----- | ---- | --------------- | -------- |
| 1     | UKR  | Inna Zverynska  | 1:05,17  |
| 2     | USA  | Amber Lynn Nash | 1:05,30  |
| 3     | TPE  | Lan-Feng Chen   | 1:06,61  |
| 4     | GER  | Anna Matthaei   | 1:08,16  |
| 5     | TPE  | Pei-Fang Liu    | 1:12,40  |
| 6     | POL  | Dominika Bolek  | 1:14,00  |
| 7     | UKR  | Yuliya Shapoval | 1:18,58  |

Datum: 11. Januar 2005

### 4 × 100 m Staffel
| Platz | Land | Athletinnen                                                                                     | Zeit (s) |
| ----- | ---- | ----------------------------------------------------------------------------------------------- | -------- |
| 1     | UKR  | Iryna Volkova / Inna Zverynska / Lyudmyla Kuprych / Natalia Lisova                              | 49,58    |
| 2     | RUS  | Elena Yakovleva / Olga Aleksandrovna Shmigelskaya / Nelli Nikolaevna Erofeeva / Daria Kurashova | 50,62    |
| 3     | AUS  | Lara Hollow-Williams / Samantha Coates / Lauren Leila Hay / Tracey Micallef-Reid                | 51,09    |
| 4     | GER  | Doris Bednarek / Anna Matthaei / Marta Dausch / Elke Köster                                     | 51,13    |
| 5     | USA  | LeAnha Kenmara Lawson / Shana Lehmann / Ahley Griffith / Amber Lynn Nash                        | 51,83    |
| 6     | CHN  | Jinzhi Qian / Jun Zhang / Lifang Gao / Lei Yang                                                 | 51,92    |
| -     | BLR  | Marharyta Hralko / Tatsiane Klimovich / Alena Tsiarentsyeva / Tatsiana Papkova                  | DQ       |

Datum: 12. Januar 2005

### 4 × 400 m Staffel
| Platz | Land | Athletinnen                                                                                     | Zeit (min) |
| ----- | ---- | ----------------------------------------------------------------------------------------------- | ---------- |
| 1     | BLR  | Marharyta Hralko / Tatsiana Klimovich / Tatsiana Papkova/ Alena Tsiarentsyeva                   | 3:52,71    |
| 2     | UKR  | Iryna Volkova / Natalia Lisova / Tatiana Yakymchuk / Inna Zvernynska                            | 3:56,11    |
| 3     | RUS  | Elena Yakovleva / Olga Aleksandrovna Shmigelskaya / Daria Kurashova / Nelli Nikolaevna Erofeeva | 3:59,64    |
| 4     | CHN  | Keren Qian / Lei Yang / Chunxia Ren / Lifang Gao                                                | 4:09,26    |
| 5     | GER  | Marta Dausch / Anna Matthaei / Annette Schulze / Elke Köster                                    | 4:10,37    |
| 6     | USA  | Shana Lehmann / Ashley Griffith / LeAnha Kenmara Lawson / Amber Lynn Nash                       | 4:12,05    |
| 7     | POL  | Edyta Zareba / Joanna Kaczmarczyk / Domikika Bolek / Magdalena Bachmatiuk                       | 4:13,58    |
| 8     | AUS  | Lara Hollow-Williams / Tracey Micallef-Reid / Samatha Coates / Lauren Leila Hay                 | 4:18,22    |

Datum: 12. Januar 2005

### Hochsprung
| Platz | Land | Athletin           | Höhe (m) |
| ----- | ---- | ------------------ | -------- |
| 1     | RUS  | Vera Khachadurova  | 1,70     |
| 2     | GER  | Sarah Bednarek     | 1,62     |
| 3     | USA  | Ashley Griffith    | 1,62     |
| 4     | CHN  | Jinzhi Qian        | 1,53     |
| 5     | CHN  | Jun Zhang          | 1,40     |
| 6     | CZE  | Tereza Wagnerova   | 1,40     |
| 7     | TPE  | Hsiang-Tzu Lin     | 1,35     |
| 8     | POL  | Joanna Kaczmarczyk | 1,35     |

Datum: 7. Januar 2005

### Weitsprung
| Platz | Land | Athletin              | Weite (m) |
| ----- | ---- | --------------------- | --------- |
| 1     | CUB  | Kenia Carvajal Dávila | 5,76      |
| 2     | GER  | Doris Bednarek        | 5,57      |
| 3     | BLR  | Tatsiana Klimovich    | 5,56      |
| 4     | SWE  | Katrin Svensson       | 5,53      |
| 5     | POL  | Magdalena Bachmatiuk  | 5,47      |
| 6     | CHN  | Lei Yang              | 5,45      |
| 7     | BLR  | Marjaryta Hralko      | 5,45      |
| 8     | CHN  | Jun Zhang             | 5,29      |

Datum: 8. Januar 2005

### Dreisprung
| Platz | Land | Athletin              | Weite (m)  |
| ----- | ---- | --------------------- | ---------- |
| 1     | CUB  | Kenia Carvajal Dávila | 12,81 (WR) |
| 2     | POL  | Magdalena Bachmatiuk  | 12,30      |
| 3     | BLR  | Marharyta Hralko      | 12,11      |
| 4     | CHN  | Jun Zhang             | 12,09      |
| 5     | BLR  | Tatsiana Klimovich    | 11,71      |
| 6     | CHN  | Jinzhi Qian           | 11,70      |
| 7     | SWE  | Katrin Svensson       | 10,96      |
| 8     | AUS  | Tracey Micallef-Reid  | 10,36      |

Datum: 11. Januar 2005

### Kugelstoßen
| Platz | Land | Athletin           | Weite (m) |
| ----- | ---- | ------------------ | --------- |
| 1     | CHN  | Chunxia Ren        | 13,42     |
| 2     | CHN  | Wen Dong           | 12,84     |
| 3     | LTU  | Larisa Voroneckaja | 12,45     |
| 4     | ROU  | Reka Szasz         | 12,26     |
| 5     | UKR  | Nataliia Ursulenko | 12,13     |
| 6     | USA  | Carley Lords       | 12,04     |
| 7     | CZE  | Pavlina Malerova   | 11,95     |
| 8     | GER  | Katja Hopf         | 11,44     |

Datum: 9. Januar 2005

### Diskuswurf
| Platz | Land | Athletin             | Weite (m) |
| ----- | ---- | -------------------- | --------- |
| 1     | CZE  | Pavlina Malerova     | 42,16     |
| 2     | CHN  | Chunxia Ren          | 41,06     |
| 3     | ROU  | Reka SzaszLi Yanfeng | 37,26     |
| 4     | CHN  | Wen Dong             | 36,91     |
| 5     | GER  | Katja Hopf           | 36,24     |
| 6     | LTU  | Larisa Voroneckaja   | 35,62     |
| 7     | AUS  | Amy Mills            | 35,00     |
| 8     | USA  | Heather Withrow      | 33,87     |

Datum: 7. Januar 2005

### Hammerwurf
| Platz | Land | Athletin         | Weite (m) |
| ----- | ---- | ---------------- | --------- |
| 1     | GBR  | Joanne Davison   | 41,60     |
| 2     | CZE  | Pavlina Malerova | 40,24     |
| 3     | USA  | Heather Withrow  | 34,85     |
| 4     | TPE  | Chia-Mi Kuo      | 33,12     |
| 5     | USA  | Carley Lordsaas  | 30,84     |

Datum: 7. Januar 2005

### Speerwurf
| Platz | Land | Athletin       | Weite (m) |
| ----- | ---- | -------------- | --------- |
| 1     | AUS  | Amy Mills      | 43,04     |
| 2     | JPN  | Haruka Bunai   | 41,40     |
| 3     | EST  | Kairit Olenko  | 41,39     |
| 4     | CHN  | Chunxia Ren    | 40,72     |
| 5     | GER  | Lidia Bednarek | 38,99     |
| 6     | FIN  | Satu Leinonen  | 38,16     |
| 7     | ROU  | Tunde Kuzsma   | 38,09     |
| 8     | TPE  | Hsiang-Tzu Lin | 35,06     |

Datum: 11. Januar 2005

### Siebenkampf
| Platz | Land | Athletin           | Punkte |
| ----- | ---- | ------------------ | ------ |
| 1     | EST  | Kairit Olenko      | 4397   |
| 2     | BLR  | Tatsiana Klimovich | 4172   |
| 3     | CZE  | Tereza Wagnerova   | 4082   |
| 4     | FIN  | Heli Romu          | 3875   |
| 5     | GER  | Lidia Bednarek     | 3386   |
| 6     | TPE  | Pei-Fang Liu       | 2613   |
| 7     | TPE  | Mei-Chun Lin       | 2328   |

Datum: 8. Januar 2005

## Männer

### 100 m
| Platz | Land | Athlet                | Zeit in s |
| ----- | ---- | --------------------- | --------- |
| 1     | KOR  | Kyungwan Chae         | 10,86     |
| 2     | ITA  | Osmel Cejas Rodriguez | 11,12     |
| 3     | UKR  | Sergii Kruk           | 11,16     |
| 4     | CUB  | Juan Cárdenas Isas    | 11,26     |
| 5     | CHN  | Mingan Miao           | 11,36     |
| 6     | GER  | Matthias Fischer      | 11,37     |
| 7     | POL  | Jacek Wierzbicki      | 11,44     |
| -     | CUB  | Yeisel Abad Lazcano   | DQ        |

Datum: 7. Januar 2005
Wind: −1,1

### 200 m
| Platz | Land | Athlet                | Zeit (s) |
| ----- | ---- | --------------------- | -------- |
| 1     | KOR  | Kyungwan Chae         | 21,26    |
| 2     | ITA  | Osmel Cejas Rodriguez | 21,40    |
| 3     | CUB  | Juan Cárdenas Isas    | 21,99    |
| 4     | GER  | Matthias Fischer      | 22,35    |
| 5     | GER  | Michael Warnecke      | 22,40    |
| 6     | UKR  | Dmytro Dyachenko      | 22,50    |
| 7     | CUB  | Yeisel Abad Lazcano   | 22,78    |
| 8     | POL  | Jacek Wierzbicki      | 22,85    |

Datum: 11. Januar 2005
Wind: +1,5

### 400 m
| Platz | Land | Athlet                | Zeit (s) |
| ----- | ---- | --------------------- | -------- |
| 1     | ITA  | Osmel Cejas Rodriguez | 48,30    |
| 2     | RUS  | Pavel Ukhanov         | 48,59    |
| 3     | UKR  | Sergiy Mazuro         | 49,05    |
| 4     | UKR  | Dmytro Dyachenko      | 49,36    |
| 5     | UKR  | Oleksandr Khodakov    | 49,46    |
| 6     | GER  | Andre Vorndamme       | 50,05    |
| 7     | IRI  | Ebrahim Najafi        | 51,12    |
| -     | RUS  | Alexey Silaev         | DNS      |

Datum: 9. Januar 2005

### 800 m
| Platz | Land | Athlet                 | Zeit (min) |
| ----- | ---- | ---------------------- | ---------- |
| 1     | TUR  | Ugur Kucuk             | 1:57,50    |
| 2     | UKR  | Sergiy Dyulger         | 1:57,74    |
| 3     | KEN  | Edwin Kipchumba        | 1:57,89    |
| 4     | ESP  | Javier Soto Rey        | 1:58,08    |
| 5     | UKR  | Volodymyr Volkov       | 1:58,48    |
| 6     | GER  | Matthias Männel-Starke | 1:58,82    |
| 7     | USA  | Adam Cross             | 2:00,01    |
| 8     | RUS  | Roman Kulikov          | 2:28,60    |

Datum: 12. Januar 2005

### 1500 m
| Platz | Land | Athlet          | Zeit (min) |
| ----- | ---- | --------------- | ---------- |
| 1     | POL  | Rafal Nowak     | 3:58,61    |
| 2     | ESP  | Javier Soto Rey | 3:59,40    |
| 3     | IRI  | Hassan Afshari  | 3:59,84    |
| 4     | UKR  | Sergiy Dyulger  | 4:00,29    |
| 5     | GBR  | Matthew Butler  | 4:01,33    |
| 6     | RSA  | Karoo Nodada    | 4:02,75    |
| 7     | RUS  | Ivan Skurikhin  | 4:02,79    |
| 8     | RUS  | Roman Gubarev   | 4:06,02    |

Datum: 8. Januar 2005

### 5000 m
| Platz | Land | Athlet                | Zeit (min) |
| ----- | ---- | --------------------- | ---------- |
| 1     | POL  | Rafal Nowak           | 15:06,19   |
| 2     | IRI  | Omid Saeidi           | 15:09,09   |
| 3     | KEN  | Edwin Kipchumba       | 15:09,87   |
| 4     | RUS  | Vladislav Yakubovskiy | 15:10,04   |
| 5     | RUS  | Alexander Sugonyaev   | 15:18,55   |
| 6     | KEN  | Timothy Kurgat        | 15:23,82   |
| 7     | RUS  | Roman Gubarev         | 15:35,44   |
| 8     | CHN  | Jianhua Xue           | 15:35,44   |

Datum: 12. Januar 2005

### 10.000 m
| Platz | Land | Athlet                | Zeit (min) |
| ----- | ---- | --------------------- | ---------- |
| 1     | IRI  | Omid Saeidi           | 31:33,90   |
| 2     | RUS  | Vladislav Yakubovskiy | 31:39,28   |
| 3     | RUS  | Alexander Sugonyaev   | 31:42,06   |
| 4     | RSA  | Isaac Mahlake         | 32:16,88   |
| 5     | CHN  | Jianhua Xue           | 32:19,53   |
| 6     | IRI  | Saeid Kaneko          | 33:10,49   |
| 7     | JPN  | Seiichi Kaneko        | 34:26,36   |
| 8     | FIN  | Markku Leppänen       | 34:31,46   |

Datum: 6. Januar 2005

### Marathon
| Platz | Land | Athlet              | Zeit (h) |
| ----- | ---- | ------------------- | -------- |
| 1     | KEN  | Edwin Kipchumba     | 2:34,21  |
| 2     | KEN  | Kerich Kipkorir     | 2:34:24  |
| 3     | RSA  | Isaac Mahlake       | 2:38,24  |
| 4     | RUS  | Alexander Sugonyaev | 2:39,40  |
| 5     | JPN  | Seiichi Kaneko      | 2:53,57  |
| 6     | IRI  | Saeid Homanlo       | 2:56,36  |
| 7     | HUN  | Robert Ruff         | 2:57,46  |
| 8     | USA  | Jonathan Hepner     | 3:13,01  |

Datum: 14. Januar 2005

### 110 m Hürden
| Platz | Land | Athlet                 | Zeit (s) |
| ----- | ---- | ---------------------- | -------- |
| 1     | POL  | Konstanty Bakowski     | 15,86    |
| 2     | UKR  | Yaroslav Prokopenko    | 16,17    |
| 3     | MAS  | Zana Ujang             | 16,45    |
| 4     | MAS  | Wan Wan Hassan         | 17,89    |
| 5     | IND  | Subhir Naik            | 19,83    |
| 6     | RUS  | Nikolay Shaporev       | 21,73    |
| -     | CUB  | Alexeis Pérez Felizola | DQ       |

Datum: 8. Januar 2005

### 400 m Hürden
| Platz | Land | Athlet              | Zeit (s) |
| ----- | ---- | ------------------- | -------- |
| 1     | UKR  | Oleksandr Khodakov  | 53,97    |
| 2     | UKR  | Andriy Pankratov    | 54,00    |
| 3     | USA  | Charles Blackmon    | 56,48    |
| 4     | MAS  | Zana Ujang          | 57,81    |
| 5     | EST  | Meelis Peedor       | 59,67    |
| 6     | UKR  | Yaroslav Prokopenko | 59,75    |
| 7     | IND  | Subhir Naik         | 1:01,71  |
| 8     | MAS  | Wan Wan Hassan      | 1:03,16  |

Datum: 11. Januar 2005

### 4 × 100 m Staffel
| Platz | Land | Athleten                                                                                 | Zeit (s) |
| ----- | ---- | ---------------------------------------------------------------------------------------- | -------- |
| 1     | UKR  | Oleksandr Khodakov / Dmytro Dyachenko / Andriy Pankratov / Sergii Kruk                   | 42,11    |
| 2     | CUB  | Yunier Llabré Hernández / Yeisel Abad Lazcano / Inty Cordero Isasi / Juan Cárdenas Isasi | 42,46    |
| 3     | GER  | Matthias Fischer / Michael Warnecke / Andre Vorndamme / Marco Braun                      | 42,81    |
| 4     | KOR  | Gil-Pyo Hong / Kyungwan Chae / Young Park / Taeun Kim                                    | 43,29    |
| 5     | USA  | Charles Blackmon / James Markel / Shawn Shannon / Darrin Gaines                          | 44,01    |
| 6     | POL  | Rafal Sliwka / Konstanty Bakowski / Zenon Kusmierczyk / Jacek Wierzbicki                 | 44,06    |
| 7     | RSA  | Sibusiso Ntsila / Siyabonga Ndlovu / Jabulani Skosana / Paul van Rooyen                  | 44,48    |
| 8     | CHN  | Yong Fei / Jing Tao / Shou Tai / Mingan Miao                                             | 45,84    |

Datum: 12. Januar 2005

### 4 × 400 m Staffel
| Platz | Land | Athleten                                                                           | Zeit (min) |
| ----- | ---- | ---------------------------------------------------------------------------------- | ---------- |
| 1     | UKR  | Sergiy Mazuro / Oleksandr Khodakov / Dmytro Dyachenko / Andriy Pankratov           | 3:16,32    |
| 2     | RUS  | Maxim Lvov / Alexey Silaev / Roman Kulikov / Pavel Ukhanov                         | 3:18,34    |
| 3     | GER  | Marco Braun / Matthias Männel-Starke / Andre Vorndamme / Michael Warnecke          | 3:22,46    |
| 4     | KOR  | Gil-Pyo Hong / Kyungwan Chae / Yong Park / Taeun Kim                               | 3:24,26    |
| 5     | POL  | Zenon Kusmierczyk / Jacek Wierzbicki / Rafal Sliwka / Mariusz Swiszcz              | 3:25,17    |
| 6     | USA  | Charles Blackmon / Patrick Southern / James Markel / Adam Cross                    | 3:33,16    |
| 7     | IND  | Roshan Patel / Vijayakumar Kusuma / Santosh Kumar / Santosh Choubey                | 3:35,01    |
| 8     | GRE  | Ionnis Drandakis / Nikolaos Gkanatsios / Vyron Thomaidis / Aristotelis Liakopoulos | 3:35,58    |

Datum: 12. Januar 2005

### Hochsprung
| Platz | Land | Athlet                 | Höhe (m) |
| ----- | ---- | ---------------------- | -------- |
| 1     | CUB  | Alexeis Pérez Felizola | 1,99     |
| 2     | UKR  | Sergiy Prypiyalo       | 1,96     |
| 3     | IRI  | Mohammadhadi Salehi    | 1,96     |
| 4     | USA  | Tony Berrigan          | 1,85     |
| 5     | CHN  | Guo Shen               | 1,85     |
| 6     | RUS  | Alexey Landar          | 1,80     |
| 7     | USA  | Darrin Gaines          | 1,70     |
| 8     | GER  | David Bednarek         | 1,70     |
| 8     | GER  | Markus Bednarek        | 1,70     |

Datum: 12. Januar 2005

### Stabhochsprung
| Platz | Land | Athlet                | Höhe (m) |
| ----- | ---- | --------------------- | -------- |
| 1     | USA  | Patrick Southern      | 4,30     |
| 2     | IND  | Gerald Wilcox         | 4,20     |
| 3     | EST  | Hans-Kristjan Paukson | 4,10     |
| 4     | GRE  | Vyron Thomaidis       | 4,00     |
| 5     | GER  | David Bednarek        | 3,90     |
| 6     | GER  | Markus Bednarek       | 3,60     |
| 7     | RUS  | Stanislav Efremov     | 3,60     |
| 8     | USA  | Seth Keck             | 3,40     |

Datum: 7. Januar 2005

### Weitsprung
| Platz | Land | Athlet           | Weite (m) |
| ----- | ---- | ---------------- | --------- |
| 1     | CHN  | Yong Fei         | 7,28      |
| 2     | UKR  | Sergiy Prypiyalo | 7,17      |
| 3     | RUS  | Alexey Iakovlev  | 7,12      |
| 4     | CHN  | Mingan Miao      | 6,85      |
| 5     | CHN  | Qian Huang       | 6,82      |
| 6     | RUS  | Vadim Zhukov     | 6,70      |
| 7     | BLR  | Andrei Hamolka   | 6,66      |
| 8     | IRI  | Habibolah Kiya   | 6,65      |

Datum: 9. Januar 2013

### Dreisprung
| Platz | Land | Athlet                  | Weite (m) |
| ----- | ---- | ----------------------- | --------- |
| 1     | IRI  | Habibolah Kiya          | 14,55     |
| 2     | CHN  | Qiang Huang             | 14,32     |
| 3     | KAZ  | Maxim Rozhkov           | 14,30     |
| 4     | CHN  | Guo Shen                | 14,07     |
| 5     | CUB  | Yunier Llabré Hernández | 13,99     |
| 6     | BLR  | Andrei Hamolka          | 13,94     |
| 7     | UKR  | Sergiy Prypiyalo        | 13,64     |
| 8     | LAT  | Janis Smons             | 13,16     |

Datum: 12. Januar 2005

### Kugelstoßen
| Platz | Land | Athlet             | Weite (m) |
| ----- | ---- | ------------------ | --------- |
| 1     | UKR  | Oleg Bilokon       | 15,35     |
| 2     | AUS  | Dean Barton-Smith  | 14,31     |
| 3     | GER  | Michael Hanne      | 14,14     |
| 4     | IRI  | Hoshang Jamali Far | 13,11     |
| 5     | GER  | Axel Knuth         | 13,04     |
| 6     | TUR  | Mahmut Kilic       | 12,96     |
| 7     | ITA  | Federico Bruna     | 12,76     |
| 8     | GER  | Henry Schmidt      | 12,42     |

Datum: 6. Januar 2005

### Diskuswurf
| Platz | Land | Athlet             | Weite (m) |
| ----- | ---- | ------------------ | --------- |
| 1     | UKR  | Oleg Bilokon       | 47,04     |
| 2     | USA  | Andrew Cohen       | 43,86     |
| 3     | USA  | Onyemachi Davis    | 42,94     |
| 4     | AUS  | Dean Barton-Smith  | 42,64     |
| 5     | ITA  | Federico Bruna     | 41,01     |
| 6     | GER  | Henry Schmidt      | 40,43     |
| 7     | CHN  | Lei Xie            | 36,15     |
| 8     | VEN  | Jesús Garcia Abreu | 34,25     |

Datum: 8. Januar 2005

### Hammerwurf
| Platz | Land | Athlet              | Weite (m) |
| ----- | ---- | ------------------- | --------- |
| 1     | GER  | Stefan Friedrich    | 48,17     |
| 2     | USA  | Ryan Kelly          | 37,87     |
| 3     | IND  | Babloo Khatana      | 35,43     |
| 4     | TPE  | Chung-Hsien Chou    | 34,00     |
| 5     | FIN  | Samppa Rinta-Hoiska | 30,58     |
| 6     | USA  | Onyemachi Davis     | 29,80     |

Datum: 11. Januar 2005

### Speerwurf
| Platz | Land | Athlet             | Weite (m) |
| ----- | ---- | ------------------ | --------- |
| 1     | VEN  | Jesús Garcia Abreu | 63,47     |
| 2     | AUS  | Dean Barton-Smith  | 56,17     |
| 3     | FRA  | Jacques Jacquelin  | 56,04     |
| 4     | GER  | Michael Hanne      | 55,48     |
| 5     | CHN  | Lei Xie            | 55,46     |
| 6     | CAN  | Tyler Plett        | 49,44     |
| 7     | USA  | Andrew Cohen       | 48,09     |
| 8     | POL  | Robert Sokol       | 47,74     |

Datum: 12. Januar 2005

### Zehnkampf
| Platz | Land | Athlet                | Punkte |
| ----- | ---- | --------------------- | ------ |
| 1     | EST  | Hans-Kristjan Paukson | 5759   |
| 2     | TPE  | Ching-Lung An         | 5613   |
| 3     | GER  | Christoph Bischlager  | 5540   |
| 4     | EST  | Andres Liiviste       | 5534   |
| 5     | CZE  | Lukas Hosek           | 5261   |
| 6     | TPE  | Yung-Jen Liao         | 3783   |
| -     | GRE  | Vyron Thomaidis       | DNF    |
| -     | RUS  | Stanislav Efremov     | DNF    |

Datum: 9. Januar 2005

## Medaillenspiegel Leichtathletik
| Medaillenspiegel Leichtathletik | Medaillenspiegel Leichtathletik | Medaillenspiegel Leichtathletik | Medaillenspiegel Leichtathletik | Medaillenspiegel Leichtathletik | Medaillenspiegel Leichtathletik |
| Platz                           | Land                            | G                               | S                               | B                               | Gesamt                          |
| ------------------------------- | ------------------------------- | ------------------------------- | ------------------------------- | ------------------------------- | ------------------------------- |
| 01                              | Ukraine                         | 8                               | 8                               | 4                               | 20                              |
| 02                              | Russland                        | 3                               | 7                               | 4                               | 14                              |
| 03                              | Kuba                            | 3                               | 1                               | 2                               | 6                               |
| 04                              | Tschechien                      | 3                               | 1                               | 1                               | 5                               |
| 05                              | Polen                           | 3                               | 1                               | -                               | 4                               |
| 06                              | Estland                         | 3                               | -                               | 2                               | 5                               |
| 07                              | Volksrepublik China             | 2                               | 3                               | -                               | 5                               |
| 08                              | Deutschland                     | 2                               | 2                               | 5                               | 9                               |
| 09                              | Vereinigtes Königreich          | 2                               | 1                               | 2                               | 5                               |
| 09                              | Iran                            | 2                               | 1                               | 2                               | 5                               |
| 11                              | Südkorea                        | 2                               | -                               | -                               | 2                               |
| 12                              | Vereinigte Staaten              | 1                               | 3                               | 4                               | 8                               |
| 13                              | Belarus                         | 1                               | 3                               | 3                               | 7                               |
| 14                              | Australien                      | 1                               | 2                               | 2                               | 5                               |
| 15                              | Italien                         | 1                               | 2                               | -                               | 3                               |
| 16                              | Kenia                           | 1                               | 1                               | 2                               | 4                               |
| 17                              | Schweden                        | 1                               | -                               | -                               | 1                               |
| 17                              | Türkei                          | 1                               | -                               | -                               | 1                               |
| 17                              | Venezuela                       | 1                               | -                               | -                               | 1                               |
| 20                              | Japan                           | -                               | 2                               | -                               | 2                               |
| 21                              | Indien                          | -                               | 1                               | 1                               | 2                               |
| 21                              | Chinesisch Taipeh               | -                               | 1                               | 1                               | 2                               |
| 23                              | Spanien                         | -                               | 1                               | -                               | 1                               |
| 24                              | Frankreich                      | -                               | -                               | 1                               | 1                               |
| 24                              | Kasachstan                      | -                               | -                               | 1                               | 1                               |
| 24                              | Litauen                         | -                               | -                               | 1                               | 1                               |
| 24                              | Malaysia                        | -                               | -                               | 1                               | 1                               |
| 24                              | Rumänien                        | -                               | -                               | 1                               | 1                               |
| 24                              | Südafrika                       | -                               | -                               | 1                               | 1                               |
| Total                           | Total                           | 41                              | 41                              | 41                              | 123                             |

Endergebnis (nach 41 Wettbewerben)